# 丘成棟
丘成栋（英語：Stephen Shing-Toung Yau，1952年—），男，美籍華裔数学家。他是美國伊利諾大學芝加哥分校的傑出榮休教授，現時於北京的清华大学任教授職。他是IEEE及美國數學學會的院士。主要研究方向为代数几何、奇点理论、複幾何、非线性滤波理论和生物信息学等。

## 簡歷
丘成棟1952年出生於英屬香港，原籍广东省梅州市蕉岭县。他是菲尔兹奖得獎者丘成桐的弟弟。丘成棟中學時於路德會協同中學（俗稱「九龍協同」）就讀，然後升讀香港中文大學。畢業後前往美国纽约州立大学石溪分校進修數學，師從著名數學家及投資達人Henry Laufer，並於1974年獲文學碩士學位，1976年获理学博士学位。
1976年至1977年及1981年至1982年時，丘成棟是普林斯顿大学的高等研究院的院士。 
1977年至1980年在哈佛大学出任本傑明·皮爾斯助理教授。
1980年加入伊利諾大學芝加哥分校（UIC）工作，之後在這裡任教超過30年。
2005年獲提名UIC的傑出教授。
2002年至2011年，丘成棟出任中华人民共和国上海市华东师范大学的紫江教授，以及大學的數學研究院的院長。
2012年從UIC退休後（清華大學新聞稿聲稱是「辭職」）加盟中国北京清华大学擔任全職教授職。

## 研究
丘成棟的研究興趣包括生物信息学、複代數幾何、奇點理論和非線性濾波。他發表了近300篇論文，建立了“丘代數”和“丘數”。曾任IEEE控制與信息國際會議主席，1991年共同創辦《Journal of Algebraic Geometry》。2000年創辦《Communications in Information and Systems》雜誌，自它的成立開始一直擔任主編。

## 獎項
丘成棟曾於1980年得到斯隆奖；2000年得到古根海姆獎。2003年獲選為电气电子工程师学会及美國數學學會的院士。
2019年6月在第八届世界华人数学家大会获陈省身奖。